# 42-га паралель південної широти
42-га паралель південної широти — лінія широти, що лежить на 42 градуси південніше земної екваторіальної площини. Вона проходить через Атлантичний океан, Індійський океан, Австралазію, Тихий океан та Південну Америку.

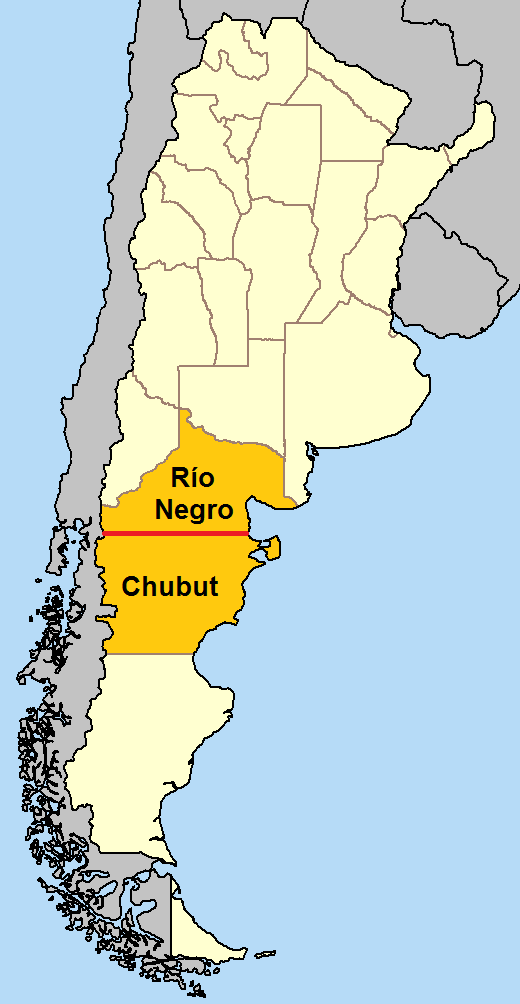
В Аргентині через 42-гу паралель пд.ш. проходить межа між провінціями Ріо-Негро та Чубут

В Аргентині через паралель проходить кордон між провінціями Ріо-Негро та Чубут.
На цій широті під час літнього сонцестояння сонце видно 15 годин 15 хвилин, а під час зимового сонцестояння — 9 годин 7 хвилин.

## Список географічних об'єктів, що перетинає 42° пд. ш.
Починаючи з Гринвіцького меридіану та рухаючись на схід, 42-га паралель південної широти проходить через:
| Координати                                                   | Країна, територія або море | Примітки                                            |
| ------------------------------------------------------------ | -------------------------- | --------------------------------------------------- |
| 42°0′ пд. ш. 0°0′ сх. д. / 42.000° пд. ш. 0.000° сх. д.      | Атлантичний океан          |                                                     |
| 42°0′ пд. ш. 20°0′ сх. д. / 42.000° пд. ш. 20.000° сх. д.    | Індійський океан           |                                                     |
| 42°0′ пд. ш. 145°13′ сх. д. / 42.000° пд. ш. 145.217° сх. д. | Австралія                  | Проходить через Тасманію                            |
| 42°0′ пд. ш. 148°17′ сх. д. / 42.000° пд. ш. 148.283° сх. д. | Тасманове море             |                                                     |
| 42°0′ пд. ш. 171°23′ сх. д. / 42.000° пд. ш. 171.383° сх. д. | Нова Зеландія              | Проходить через Південний острів                    |
| 42°0′ пд. ш. 174°0′ сх. д. / 42.000° пд. ш. 174.000° сх. д.  | Тихий океан                |                                                     |
| 42°0′ пд. ш. 74°3′ зх. д. / 42.000° пд. ш. 74.050° зх. д.    | Чилі                       | Проходить через острів Чилое                        |
| 42°0′ пд. ш. 73°30′ зх. д. / 42.000° пд. ш. 73.500° зх. д.   | Анкудська затока           |                                                     |
| 42°0′ пд. ш. 72°44′ зх. д. / 42.000° пд. ш. 72.733° зх. д.   | Чилі                       | Лос-Лагос                                           |
| 42°0′ пд. ш. 71°46′ зх. д. / 42.000° пд. ш. 71.767° зх. д.   | Аргентина                  | Становить кордон між провінціями Ріо-Негро та Чубут |
| 42°0′ пд. ш. 65°4′ зх. д. / 42.000° пд. ш. 65.067° зх. д.    | Атлантичний океан          |                                                     |